# Tranvia di Gerusalemme
La tranvia di Gerusalemme è la linea tranviaria che serve la città di Gerusalemme.